# Ikunolite
L'ikunolite è un minerale.

## Varietà
La joseite è una varietà di ikunolite ricca di tellurio.